# Vyacheslav Oliynyk
Vyacheslav Oliynyk est un lutteur ukrainien spécialiste de la lutte gréco-romaine né le 27 avril 1966 à Marioupol.

## Biographie
Lors des Jeux olympiques d'été de 1996 se tenant à Atlanta, il remporte la médaille d'or en combattant dans la catégorie des -90 kg.